# Campanha da Fraternidade de 2007
A Campanha da Fraternidade de 2007 da Conferência Nacional dos Bispos do Brasil teve como tema "Fraternidade e Amazônia", cujo objetivo foi fomentar a preservação da floresta.